# Uvdals stavkyrka
Uvdals stavkyrka ska ej förväxlas med den nyare Uvdals kyrka i samma socken.

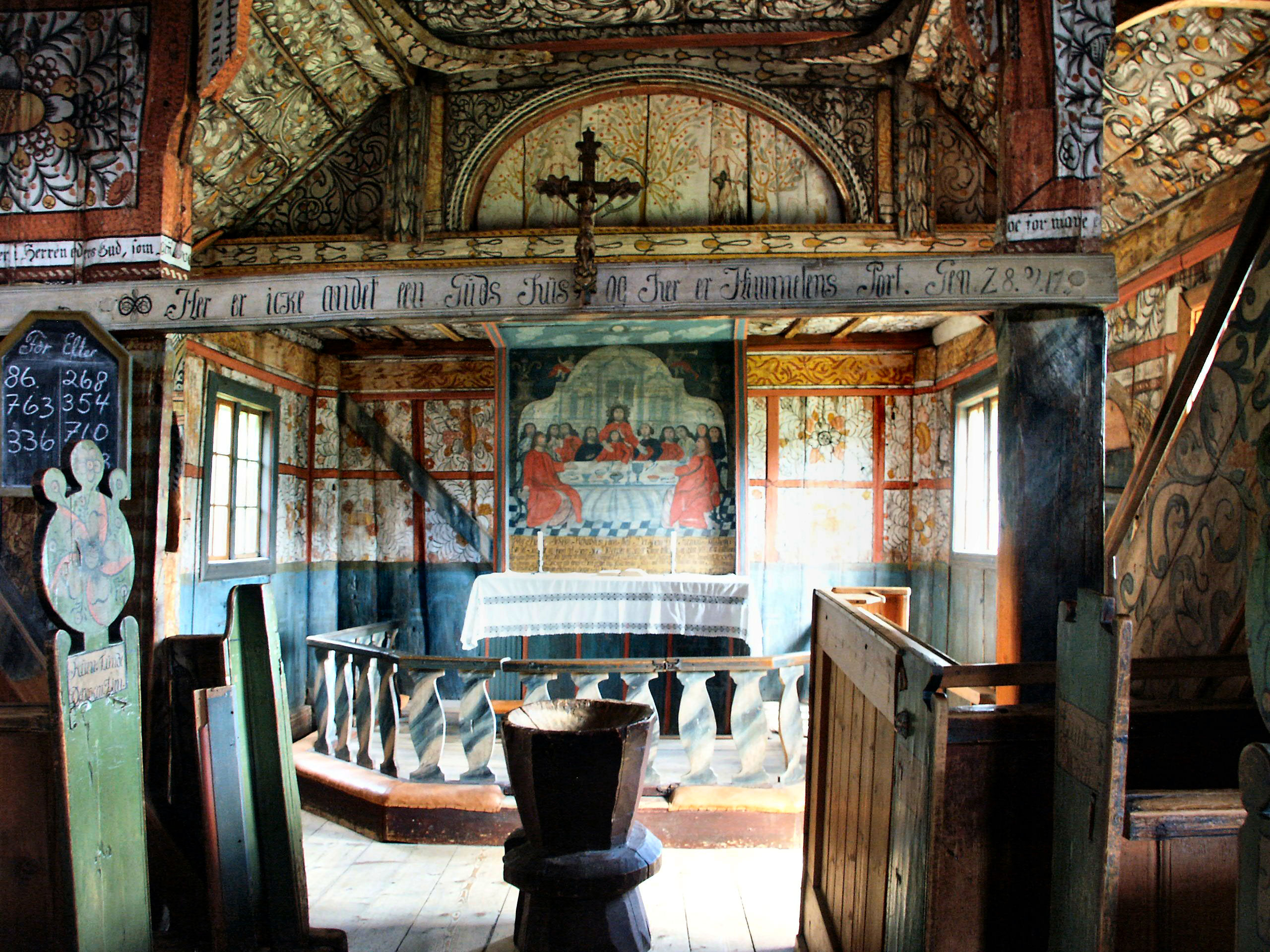
Interiör, mot altaret

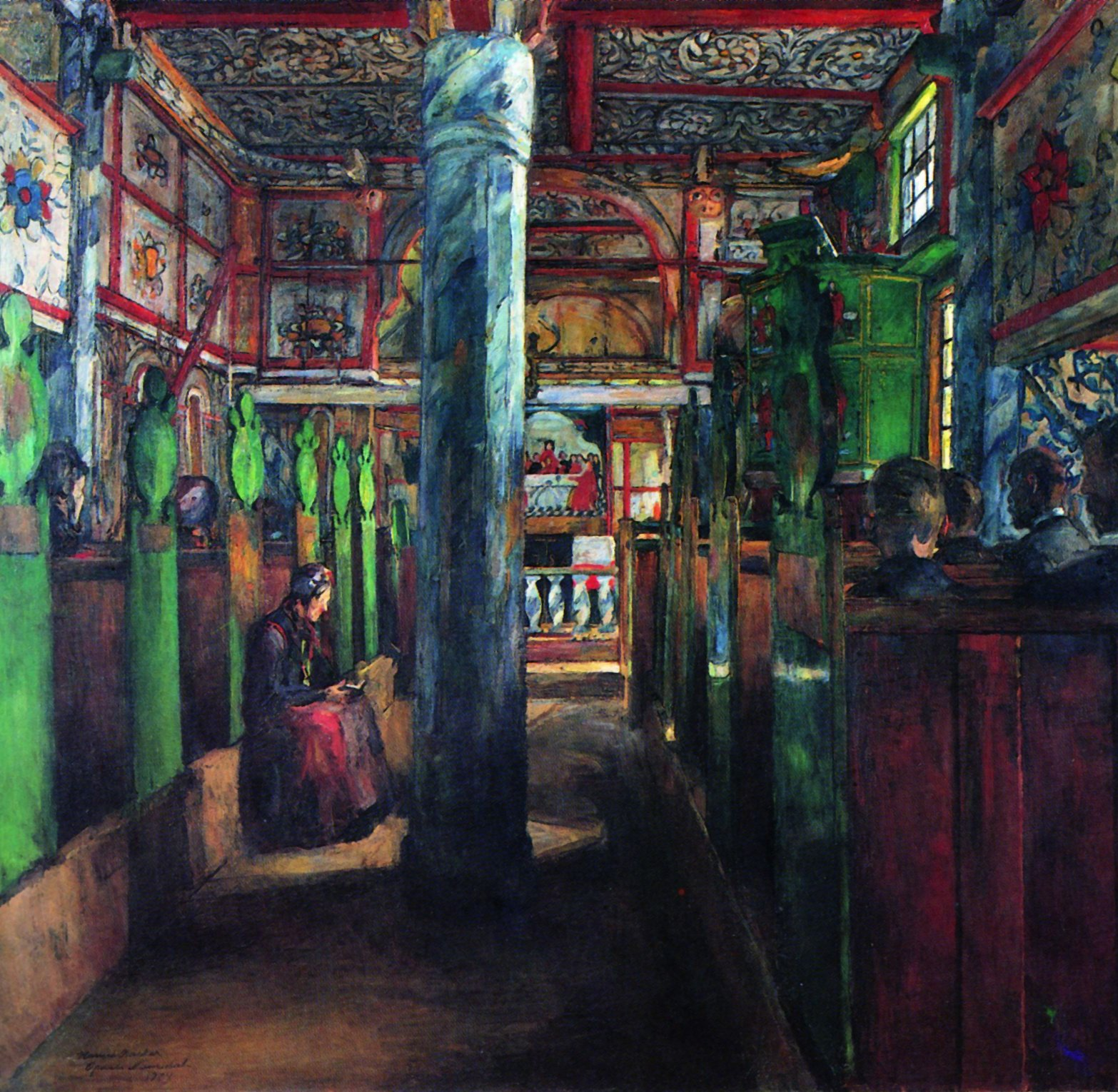
Interiør fra Uvdal stavkirke av Harriet Backer, 1909

Uvdals stavkyrka, tidigare Uppdals kyrka i Numdal eller Opdals kyrka, är en träkyrka från 1100-talet i Uvdal i Nore og Uvdals kommun i Norge. Kyrkan är numera en museikyrka, som ägs och förvaltas av Fortidsminneforeningen. Uvdals stavkyrka på nordsidan i dalen Uvdal, en kilometer från fylkesvei 40, väster om Rødberg. Den ersattes 1893 som församlingskyrka av den nyuppförda träkyrkan Uvdals kyrka, som ligger nere i dalen.
Arkeologiska utgrävningar, som gjordes 1978–1979, visade spår under golvet i skepp, kor och sakristia av en tidigare byggnad på platsen, troligen en stolpkyrka. I ett av stolphålen gjordes fynd av ett mynt från tidigt 1100-tal. Det gjordes också gravfynd med textilier, mynt och andra föremål, bland annat ett pilgrimsmärke i bly med en bild av Olav den helige, som daterats till 1200-talet. Den nuvarande byggnaden restes 1168–1169 som en enskepps mittmastkyrka med absid och takryttare. Timret har daterats med årsringsdatering till 1168. Skeppet tillbyggdes tre meter i västra delen redan på medeltiden, samtidigt som absiden togs bort och ersattes med en förlängning av koret, samtidigt som en extra mittmast tillkom, där den västra väggen tidigare stått. Även kyrkans snidade västra portal stammar från denna tid. 
År 1694 revs koret och byggdes upp igen med det rivna timret och med nytt timmer för att få samma bredd som skeppet. Åren 1721–1723 utvidgades kyrkan med korsarmar i stavverk, samtidigt som en ny takryttare sattes upp. År 1819 uppfördes en sakristia på nordsidan.
Kyrkan fick ny utvändig panel 1760 och nya takspån vid senaste tillfället 2003.

## Interiören
De vertikala timmerstockarna som flankerar öppningen till koret är dekorerade med utskurna masker, vilka antas var gjorda när kyrkan uppfördes. Den sekundära mittmasten har också skulptur i form av ett kapitäl med utskurna rankor. År 1624 sattes det in dekorerade träbänkar i skeppet. Andra inre dekorationer antas ha utförts 1656 och1684. Vid utbyggnaden 1721–1723 antas rokokoornamenten på tvärarmarna ha tillkommit.
Vid utgrävningar har hittats den översta delen av ett processionskrucifix som en gång hängt i koröppningen, en grovt tillyxad dopfunt i trä och en liten ljuskrona i smidesjärn. På Kulturhistorisk museum i Oslo finns kyrkans tidigare rökelsekar i brons och ett altarkrucifix i förgylld koppar och emalj, som troligen gjorts i Limoges i Frankrike.